# Paul Watzlawick
Paul Watzlawick (Villach, 25 de julio de 1921 - Palo Alto, California, 31 de marzo de 2007) fue un teórico, filósofo y psicólogo austríaco nacionalizado estadounidense. Fue uno de los principales autores de la Teoría de la comunicación humana y del Constructivismo radical, y una importante referencia en el campo de la Terapia familiar, Terapia sistémica y, en general, de la Psicoterapia. Desde el año 1960, residió y trabajó toda su vida en la ciudad y en la Universidad californiana de Palo Alto.

## Biografía
Tras completar sus estudios primarios en Villach, Paul Watzlawick estudió Psicología y Filología en la Universidad de Venecia y se graduó en 1949. Trabajó en el  C. G. Jung] en Zúrich, donde se doctoró en Filosofía y se graduó en Psicología analítica en el año 1954. En 1957 continuó su labor de investigación en la Universidad de El Salvador. 
En 1960, fue invitado por Don D. Jackson a continuar sus investigaciones en el Mental Research Institute de Palo Alto, en el Estado estadounidense de California. En 1967, comenzó a impartir clases de Psiquiatría en la Universidad de Stanford. Allí, Watzlawick estudió en compañía de sus colegas la teoría del Doble Vínculo (Double Bind), aunque su mayor aportación, en relación también con el trabajo de Gregory Bateson, es en el campo de la esquizofrenia. 
Tras llevar largo tiempo sufriendo una grave enfermedad, Watzlawick fallece el sábado 31 de marzo de 2007 en Palo Alto, a los 85 años de edad.

## Axiomas de Watzlawick sobre la comunicación humana
Después de años investigando, el autor llegó a una teoría de sistemas que se centra en la comunicación, a la que se denominó enfoque interaccional. Esta teoría sostiene que la comunicación es un sistema abierto en el que se produce el intercambio de mensajes. Fueron ideados por Watzlawick y existen cinco axiomas en su teoría de la comunicación humana. 
- Es imposible no comunicarse: Todo comportamiento es una forma de comunicación. Como no existe forma contraria al comportamiento («no comportamiento» o «anticomportamiento»), tampoco existe la «no comunicación». Esto no se refiere únicamente al lenguaje, pues existen otras formas de comunicación, como el lenguaje corporal o las "técnicas de descalificación". Las técnicas de descalificación, según Watzlawick, hacen referencia a los modos de comunicación por los que se invalidan los mensajes de otro.

- Toda comunicación tiene un nivel de contenido y un nivel de relación, de tal manera que el último clasifica al primero, y es por tanto, una metacomunicación: Esto significa que toda comunicación tiene, además del significado de las palabras, más información sobre cómo quiere ser entendido quien habla, y cómo la persona receptora va a entender el mensaje recibido; por ende, se visualiza cómo el primero ente de comunicación ve su relación con el receptor de la información. Por ejemplo, el comunicador dice: «Cuídate mucho». El nivel de contenido en este caso podría ser evitar que pase algo malo y el nivel de relación sería de amistad-paternalista.

- La naturaleza de una relación depende de la gradación que los participantes hagan de las secuencias comunicacionales entre ellos: tanto el emisor como el receptor de la comunicación estructuran el flujo de la comunicación de diferente forma y, así, interpretan su propio comportamiento como mera reacción ante el otro. Cada uno cree que la conducta del otro es «la» causa de su propia conducta, cuando lo cierto es que la comunicación humana no puede reducirse a un sencillo juego de causa-efecto, sino que es un proceso cíclico, en el que cada parte contribuye a la continuidad (o ampliación, o modulación) del intercambio.

- La comunicación humana implica dos modalidades: la digital (verbal) y la analógica (no verbal): la comunicación no implica simplemente las palabras habladas (comunicación digital: lo que se dice); también es importante la comunicación no verbal (o comunicación analógica: cómo se dice), lo que se refleja en la corporalidad que utilizó al momento de comunicarme, las señas que hago, la mirada que uso, etc. De esta manera, el envío de la información es digital, mientras que el aspecto relacional es analógico, lo que hace más ambigua la interpretación, pero es más beneficioso desde el punto de vista comunicativo.

- Los intercambios comunicacionales pueden ser tanto simétricos como complementarios: si la relación de las personas comunicantes está basada en intercambios igualitarios, es decir, tienden a igualar su conducta recíproca (p. ej.: el grupo A critica fuertemente al grupo B, el grupo B critica fuertemente al grupo A), se puede apreciar una relación simétrica; en cambio, si está basada en intercambios aditivos, es decir, donde uno y otro se complementan, produciendo un acoplamiento recíproco de la relación (p. ej.: A se comporta de manera dominante, B se atiene a este comportamiento), generando la producción de una relación complementaria; por lo tanto, una relación complementaria es la que presenta un tipo de autoridad (padre-hijo, profesor-alumno) y la simétrica es la que se presenta en seres de iguales condiciones (hermanos, amigos, amantes, etc.)

### Comunicación fracasada entre individuos
Los fracasos en la comunicación entre individuos se presentan, cuando:
- Estos se comunican en un código distinto
- El código en el que transmite el mensaje ha sido alterado dentro del canal.
- Existe una falsa interpretación de la situación.
- Se confunde el nivel de relación por el nivel de contenido.
- Existe una mala puntuación en la secuencia de los hechos.
- La comunicación digital no concuerda con la comunicación analógica.

### La Comunicación exitosa entre individuos
La comunicación entre individuos es buena cuando
- El código del mensaje es correcto.
- Se evitan alteraciones en el código dentro del canal.
- Se toma en cuenta la situación del receptor.
- Se analiza el cuadro en el que se encuentra la comunicación.
- La puntuación en la secuencia de los hechos está bien definida.
- La comunicación digital concuerda con la comunicación analógica.
- El comunicador tiene su receptor.

## La teoría del doble vínculo
Aunque se le atribuya el mérito a Gregory Bateson, lo cierto es que la teoría del doble vínculo es obra del equipo de investigación de Palo Alto, del cual formaba parte Paul Watzlawick. 
Esta teoría se basa en el análisis de la comunicación, atendiendo a la teoría lógica de Russell. Estudia las situaciones comunicativas en las que se dan ambigüedades léxicas o contradicciones en el mensaje. Nació como explicación el origen psicológico de la esquizofrenia. Se denomina doble vínculo al dilema que nace de dos o más proposiciones contradictorias entre sí. Según los contribuyentes a esta teoría, una situación comunicativa errónea puede derivar en trastornos psíquicos. 

## Su relación con el constructivismo
La pregunta qué sabemos se corresponde con el resultado obtenido acerca de la investigación de la realidad, suponiendo que la verdadera realidad pueda ser encontrada. Por el contrario, una realidad inventada (construida) nunca será una realidad verdadera. Si se plantea la pregunta cómo podemos conocer, es necesario observar el modo en el que actúa el entendimiento. Lo que concierne a esta cuestión no abarca hechos existentes independientemente del sujeto, sino procesos mentales de los cuales no se puede estar seguro. Así, se puede entender que el qué se determina por el cómo, lo que hace que la realidad depende de cómo se concibe el qué. Una de las preguntas que más ha ocupado el pensamiento humano a lo largo de los años es la de Cómo sabemos lo que creemos saber. Esta cuestión ha de entenderse desde el punto de vista que sostiene que la realidad es una construcción de los que insisten en descubrirla: “la realidad supuestamente hallada es una realidad inventada cuyo inventor no es consciente de ello, sino que cree que esa realidad es ajena a él y, a partir de aquí, percibe el mundo y actúa en él” (W. Paul, La Realidad Inventada). A mediados del siglo XX, aparece el término constructivismo, relacionado con el supuesto descubrimiento de la realidad. Especialistas de diferentes campos de investigación explican cómo son inventadas distintas realidades teniendo en cuenta los supuestos que se dan por objetivos de la realidad exterior, cuando en realidad son consecuencias de la búsqueda de dicha realidad. 
La Psicología Experimental ha desarrollado una serie de experimentos que guardan relación con la invención de una realidad. Se trata de una serie de tests en los que no hay ninguna relación entre la conducta del sujeto y la respuesta por parte del examinador. Uno de estos experimentos es el siguiente, desarrollado por el psicólogo Alex Bavelas :  Se lee en voz alta al sujeto una serie de números, por ejemplo “31 y 60”. El investigador le dice que trate de descubrir si esos números “calzan” o no, a lo que el sujeto pregunta que en qué sentido deben calzar. A partir de aquí, el experimentador le dice que lo único que de hacer es tratar de descubrir las reglas de tal correspondencia. Así, el sujeto comienza a responder sin ningún orden si “calzan” o se “corresponden”, mejorando cada vez más su rendimiento. El sujeto llega a crear una hipótesis de la cual cada vez está más seguro. Lo que él no sabe es que entre las respuestas que da y las reacciones del experimentador no existe ninguna relación inmediata. El experimentador le dice que sus respuestas son correctas, creando en el sujeto una concepción de la “realidad” que sirve como base para el “orden” de las parejas de números. Esta concepción puede ser tan fuerte que el sujeto se aferra a ella incluso cuando el experimentador le dice que sus reacciones eran no contingentes. El sujeto hasta supone haber descubierto un orden o una regularidad que se le ha escapado al experimentador. Gracias a experimentos como este se puede ver cómo el sujeto inventa una realidad que supone haber descubierto, cuando en realidad, lo único que significa es que la imagen de la realidad construida corresponde a las condiciones del test. Lo mismo pasa con la realidad ontológica; las realidades que el ser humano toma por “verdaderas” son únicamente percepciones que no se contradicen con las condiciones: el sujeto está inventando una realidad supuestamente descubierta por el modo en que la busca.

## Profecías que se autocumplen
Paul Watzlawick afirma que lo real es aquello que es denominado como tal por un número considerable de hombres, es decir, que la realidad no es más que una convención interpersonal.  A su vez, distingue entre una realidad de primer orden, que abarca objetos que existen objetivamente y una realidad de segundo orden, relativa al sentido que se les otorga a dichos objetos. Esta última sitúa el cruce entre objeto y sujeto. Una profecía que se autocumple es una suposición que, por haberse hecho, convierte en realidad un suceso supuesto y de esta manera confirma su propia “exactitud”. Por ejemplo: alguien supone que lo desprecian, por lo que tomará una actitud como si tuviera certeza de ello. Al comportarse así, generará en el prójimo un sentimiento que le hará comportarse como si de verdad lo despreciara. De esta manera, su suposición se ha cumplido. 
El pensamiento causal tradicional responde a una causalidad lineal: A B. A es la causa de que suceda B, por lo que B no tiene ningún efecto sobre A. Sin embargo, esto no es siempre así. Un hecho futuro puede llegar a producir efectos en el presente. Estos efectos harán real el hecho pronosticado. De esta manera, el futuro puede determinar el presente. Paul Watzlawick pone el siguiente ejemplo: en 1979, los periódicos de California publican noticias sobre la futura reducción del suministro de gasolina. Los automovilistas, al enterarse de la noticia, precipitaron los surtidores para llenar sus tanques, lo que provocó la escasez de gasolina. Fracasa el pensamiento causal tradicional; la escasez no se habría producido si no se hubiera pronosticado. Esto se puede entender como una construcción del ser humano.  Un acto que es el resultado de una profecía que se autocumple crea primero las condiciones para que se dé el suceso esperado y en este sentido crea precisamente una realidad que no se habría dado sin aquel. Dicho acto no es ni verdadero ni falso, simplemente se crea una situación y con ella su propia “verdad”. 
Se pueden ver los hechos desde dos perspectivas. En primer lugar, se reacciona a un fenómeno que ya se desarrolla en el presente y se influye en su curso. Por su parte, la visión que sostiene que el curso se desencadena por obra de las medidas que se toman como presunta reacción al curso de cosas esperado. La presunta reacción es una causa: la profecía de un suceso hace que se cumpla la propia profecía. Todo esto se lleva a las relaciones intrapersonales, lo que el autor denomina puntuación de la secuencia de los hechos. Esta postura sostiene que la misma realidad intrapersonal se puede interpretar de forma distinta atendiendo a causas directamente opuestas. En una discusión, se crean realidades contradictorias que engendran dos profecías que se autocumplen: los modos de conducta que se consideran como reacción a otra conducta provocan la conducta ajena y justifican la propia. No obstante, estas profecías se pueden utilizar deliberadamente y con un fin. No todas las profecías se autocumplen. Para que suceda esto, es importante creer en dicha profecía. Sólo cuando la profecía se ve como un hecho, puede influir en el presente y cumplirse. Cuando se prescinde de la creencia, falta también el efecto. 
Sería un error pensar que esto solo se cumple en relación con el ser humano. Las profecías que se autocumplen van mucho más allá. Rosenthal realizó un experimento análogo con ratas: seis investigadores realizaron sus experimentos con ratas consideradas buenas e inteligentes. Los otros seis tuvieron que trabajar con ratas completamente opuestas. En realidad, las ratas eran de la misma especie y tenían las mismas características. Así, todas fueron sometidas al mismo experimento. Al terminar el experimento, se les pidió a los experimentadores que evaluaran subjetivamente a los animales. Aquí se vio la influencia que tuvo decirles si las ratas tenían unas condiciones u otras. Los experimentadores que habían estado trabajando con ratas “no inteligentes” elaboraron informes negativos sobre ellas, todo lo contrario pasó respecto a las ratas “inteligentes”, cuando realmente tenían las mismas condiciones. 
Es importante ver como situaciones del día a día, lo que Paul Watzlawick denomina profecías que se autocumplen, se puede extender hasta el conocimiento y la realidad que vive el ser humano. Se puede interpretar que el ser humano se condiciona a sí mismo. Lo que supuestamente es realidad para el hombre es algo inventado. Cuando el sujeto construye su realidad, no es consciente de dicha invención, sino que la interpreta como un descubrimiento real. Así, la convierte en base de su propio saber y de su acción. La realidad objetiva no existe, el ser humano se alimenta de realidades inventadas.